# Zatavua madagascariensis
Zatavua madagascariensis là một loài nhện trong họ Pholcidae. Loài này được phát hiện ở Madagascar.